# Outeiro (Braganza)
Outeiro es una freguesia portuguesa del municipio de Braganza, con 40,85 km² de superficie y 367 habitantes (2001). Su densidad de población es de 9,0 hab/km².